# 5813 Eizaburo
5813 Eizaburo este un asteroid din centura principală de asteroizi.

## Descriere
5813 Eizaburo este un asteroid din centura principală de asteroizi. A fost descoperit pe 3 noiembrie 1988 la Chiyoda de Takuo Kojima. Asteroidul prezintă o orbită caracterizată de o semiaxă mare de 2,60 ua, o excentricitate de 0,17 și o înclinație de 11,3° în raport cu ecliptica.